# Tipo de cambio flexible
Un tipo de cambio flexible o tipo de cambio flotante es un tipo de régimen cambiario en el que el valor de la moneda es fijado por el mercado sin intervención de las autoridades monetarias. Una moneda que utiliza un cambio flotante se conoce como moneda flotante. El régimen contrario de un cambio flotante es un tipo de cambio fijo.
El tipo de cambio se establece por el libre juego de la oferta y la demanda de divisas correspondiente. En este sistema no hay paridad oficial de las diferentes monedas respecto al dólar o cualquier otra moneda: las cotizaciones fluctúan y los desajustes producidos por desequilibrios externos se corrigen con variaciones en los tipos de cambio. Sin embargo en la práctica, lo habitual es lo que se denomina flotación sucia, es decir, que los bancos centrales intervienen para que los tipos de cambio se adecuen a los niveles deseados, comprando o vendiendo divisas contra su moneda nacional, si se desea que esta no se deprecie sustancialmente.

## Ventajas e inconvenientes

### Ventajas
- Los ajustes en el mercado de cambios se realizan mediante ajustes en los tipos de cambio: una situación de déficit de la balanza de pagos, por ejemplo, reduce el valor de la moneda, lo que, a su vez, encarece las importaciones: esto hace más atractivas las exportaciones (en un país industrializado), que, al aumentar, restablecen el equilibrio. No funciona así en países en proceso de industrialización. Así se permite un acomodamiento mucho más rápido de los tipos de cambio a las circunstancias reales de cada economía.
- Si los bancos centrales no varían sus volúmenes de reservas, no tiene por qué producirse demanda adicionales de reservas a las instituciones financieras internacionales.
- Puesto que las variaciones en los tipos de cambio garantizan el equilibrio exterior (en países industrializados), la política económica no tiene por qué preocuparse de alcanzar este objetivo, lo que proporciona mayor autonomía en otras líneas de actuación.

### Inconvenientes
- Problemas con la sensibilidad de la demanda de las exportaciones e importaciones, pues, al dejar fluctuar los tipos de cambio, la incertidumbre respecto al valor de las transacciones es alta.
- La presencia de especuladores, que pueden intervenir en el mercado de divisas haciendo variar los tipos de cambio.

## Miedo de la flotación
El término "miedo a la flotación" fue acuñado en la década de los noventa por Guillermo Calvo y Carmen Reinhart para referirse a las acciones de las autoridades monetarias de los países en vías de desarrollo para evitar que el tipo de cambio de su divisa local con respecto al dólar fluctuase libremente. 
Un cambio flotante libre aumenta la volatilidad de la moneda extranjera. Esto puede causar problemas serios, especialmente en economías emergentes. Estas economías tienen un sector financiero con una o más condiciones de las siguientes:
- dolarizacion alto de la responsabilidad
- fragilidad financiera
- efectos fuertes del balance

Cuando los pasivos son fijados en moneda extranjera mientras que los activos están en la moneda local, las depreciaciones inesperadas del cambio deterioran al banco y a los balances corporativos y amenazan la estabilidad del sistema financiero doméstico.
Por esta razón los países emergentes parecen hacer frente al mayor miedo de la flotación, pues tienen variaciones mucho más pequeñas del cambio nominal, con todo de choques de la cara los movimientos y de un tipo y de una reserva más grandes de interés. Ésta es la consecuencia de la reacción de los países con flotación a los frecuentes movimientos del cambio con política monetaria e intervención en mercado de moneda extranjera.
Según datos de la Recaudación-Yeyati y de Sturzenegger (2004), el número de países que sienten miedo hacia la flotación ha sido creciente durante los años noventa.